# There’s No Place Like Home
There’s No Place Like Home – dwunasty, trzynasty i czternasty odcinek czwartego sezonu serialu telewizyjnego Zagubieni.
- Pierwsza emisja: część pierwsza – 15 maja 2008, część druga i trzecia – 29 maja 2008
- Data emisji w Polsce: 2008 (kanał AXN)
- Futurospekcje: Szóstka Oceanic
- Reżyseria: Stephen Williams (część pierwsza), Jack Bender
- Scenariusz: Damon Lindelof, Carlton Cuse

## Treść

### Część 1
Jack i Kate wyruszają w stronę śmigłowca. Po drodze spotykają wracającego Milesa i Sawyera, który opiekuje się Aaronem. Kate zabiera dziecko i wraca z nim na plażę, Sawyer decyduje się dołączyć do Jacka i kontynuować marsz w stronę helikoptera. Mężczyznom udaje się dojść do celu, na miejscu spotykają Lapidusa, który ostrzega ich przed Keamy'm.
Sayid Jarrah dociera do plaży. Daniel postanawia transportować kolejnych ludzi z wyspy na frachtowiec – w pierwszej zabranej szóstce znajduje się m.in. Sun (wraz z Aaronem) oraz Jin.
Locke, Hugo i Ben udają się do stacji Orchidea – miejsce jest jednak opanowane już przez ludzi Keamy’ego. By odciągnąć uwagę napastników Linus poddaje się im, po czym zostaje ogłuszony.
Sayid i Kate wyruszają by ostrzec Jacka i Sawyera przed niebezpieczeństwem ze strony Keamy’ego. W trakcie marszu zostają jednak schwytani przez Richarda Alperta i jego ludzi.

#### Futurospekcje
Flashforwardy ukazują pierwsze chwile szóstki z Oceanic po powrocie do domu. Podczas konferencji prasowej z udziałem ocalonych przedstawiona zostaje fałszywa wersja wydarzeń po katastrofie.
Podczas pogrzebu ojca, Jack poznaje matkę Claire. Dowiaduje się od niej o tym, iż Claire jest jego siostrą. Kobieta nie wie jednak o Aaronie.
Hugo wraca na łono rodziny. Ojciec ofiaruje mu odrestaurowany samochód. Hurley dostrzega, iż numery na liczniku auta układają się w kombinacje: 4, 8, 15, 16, 23, 42.
Ostatnia scena rozwiązuje jedną z najbardziej nurtujących zagadek z trzeciego sezonu. W trumnie znajdował się John Locke.

### Części 2 i 3
Druga część odcinku trwa dłużej niż standardowy odcinek. Ludzie Bena, Sayid i Kate przygotowują zasadzkę, w wyniku której Ben zostaje uwolniony. Pozwala on odejść wszystkim rozbitkom z wyspy. Locke i Ben zjeżdżają do Orchidei – przygotowują się do przesunięcie wyspy. Pojawia się tam również Keamy, na jego przedramieniu jest nadajnik, który uruchamia detonator na statku.
W tym czasie Michael, Desmond i Jin zamrażają C4 za pomocą ciekłego azotu. Nie potrafią jednak rozbroić bomby. Lapidus zabiera do helikoptera Sawyera, Jacka, Kate, Sayida i Hugo. Podczas podróży z Wyspy na frachtowiec helikopter zaczyna tracić paliwo. Frank prosi o pozbycie się zbędnego balastu, nic to jednak nie daje. Hugo domyśla się, że to on tak obciąża samolot. Sawyer mówi Kate na ucho, żeby odnalazła jego córkę Clementine, która mieszka w Albuquerque. Po czym całuje ją i wyskakuje ze śmigłowca.
Mężczyźnie udaje się dopłynąć do plaży gdzie czeka Juliet. W Orchidei Ben zabija Keamy’ego, co powoduje aktywacje C4. Po powrocie na statek Lapidus zabiera tylko 7 osób – reszta (także Jin) giną w wybuchu. W wyniku przesunięcia wyspy przez Bena śmigłowiec nie ma gdzie wylądować – uderza więc w wodę.
Cała ósemka dryfuje na tratwie. Rozbitków znajduje statek Penny, po wspólnym tygodniu ósemka rozdziela się. Szóstka Oceanic płynie do najbliższej wyspy. Lapidus i Desmond zostają na statku Penny.
W momencie gdy Ben przenosi wyspę – opuszcza ją. Wcześniej zostawia swoich ludzi pod dowództwem Locke’a.

#### Futurospekcje
Futurospekcję kontynuują wątek rozpoczęty w ostatnim odcinku serii 3 Through the Looking Glass. Jack pragnie powrócić na wyspę, nie może jednak do tego przekonać Kate, którą wcześniej zostawił.
Sun proponuje sojusz Charlesowi Widmore’owi.
Sayid odwiedza Hurleya, prosi go by udał się z nim w bezpieczne miejsce. Jack postanawia wrócić do zakładu pogrzebowego, gdzie odbył się pogrzeb Jeremy’ego Benthama. W momencie gdy zagląda ponownie do trumny słyszy głos Bena. Linus oznajmia mu, iż wszyscy którzy wydostali się z wyspy muszą na nią powrócić. Dotyczy to także mężczyzny, który znajduje się w trumnie, a jest nim John Locke.

## Odbiór

### Część I
Premierę odcinka oglądało 11.40 milionów amerykańskich widzów.
Kristin Dos Santos z E! pochwaliła Matthew Foxa (Jack Shephard) za grę aktorską w scenie, w której Jack dowiaduje się, że jest spokrewniony z Claire. Tak samo jak chemię pomiędzy Sayidem i Nadią.
Chris Carabott z IGN dał epizodowi ocenę: 7.9. Komentując muzykę nazwał ją jako „dobry początek do ekscytującego finału sezonu”; jednak brak napięcia w planie był przyczyną niższej oceny.

## Alternatywne zakończenia
30 maja 2008 w programie Good Morning America zaprezentowano dwa alternatywne zakończenia 4 sezonu. W pierwszym zakończeniu mężczyzną w trumnie był Sawyer, natomiast w drugim Desmond. Przygotowano je na wypadek, gdyby ktoś zdradził główne.